# Tao Qian (Dinastia Han)
En aquest nom xinès, el cognom és Tao.

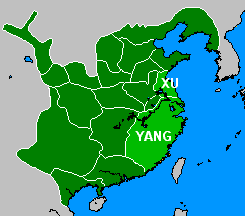
Províncies governades per Tao Qian al final dels 180.

Tao Qian (132 - 194 EC) va ser un senyor de la guerra i el governador de la Província de Xu durant el període de la tardana Dinastia Han Oriental de la història xinesa.

## Biografia

### Inicis i carrera
Nascut en la regió Danyang (丹阳, Tao va ser conegut des de la seva joventut per la seva integritat i per ser just. També, de jove hi va tenir una afinitat per a l'aprenentatge. En servei de la dinastia Han, va dirigir els exèrcits de Danyang en moltes regions per tal de reprimir revoltes.
Quan va esclatar la Rebel·lió dels Turbants Grocs va ser nomenat governador de la Província de Xu i va tenir èxit esclarint la zona de rebels. Va ser enviat a la frontera nord-oest durant la Rebel·lió Liangzhou, on Tao va estar servint sota Zhang Wen. Durant l'expedició va insultar a Zhang i el va fer emprenyar-se molt. Així i tot, Sun Jian i Dong Zhuo servien en la mateixa campanya i també estaven descontents amb el lideratge de Zhang Wen. Durant el caos del cop d'estat de Dong Zhuo i les batalles que van seguir, Tao, havent tornat a la Província de Xu, va guanyar el control de la província veïna de Yang. Després d'això ell no va mostrar ambició d'expandir el seu territori més enllà.
Tao va ser responsable d'iniciar la carrera de Wang Lang, Zhu Zhi, i Chen Deng; tots ells jugarien un paper molt important en la política del nou règim. Malgrat això, alhora ell era propens a unir forces amb personatges sense escrúpols, com ara Ze Rong, Cao Hong (曹宏), i Que Xuan (闕宣); i per altra banda no va promoure a Zhao Yu (趙昱), que era un servent molt lleial i capaç, a un càrrec de confiança. Aquells que no van respondre a les seves peticions per a servir-lo, com ara Zhang Zhao i Lü Fan, els va fer empresonar.

### Invasió de Cao Cao de la Província de Xu
El 193, el pare de Cao Cao, Cao Song, va ser mort mentre era viatjant pel territori de Tao. Tao havia assignat a Zhang Kai (張闓) la protecció de Cao Song, i hom diu que, no obstant això, Zhang el va matar per robar les riqueses que aquest portava amb ell. La mort del seu pare va atiar Cao Cao a comandar personalment un exèrcit cap a la Província de Xu. Com a resultat, un nombre molt gran de plebeus que hi vivien allí van ser massacrats per l'exèrcit de Cao. La revolta de Zhang Miao dins del seu territori, el va obligar a retirar-se abans que pogués lliurar la batalla definitiva amb Tao.
Tao va tenir un paper decisiu en l'auge de Liu Bei. Quan aquest últim acudí en la seva ajuda Tao el va proveir amb diversos milers de bons soldats de Danyang (丹阳兵). Les tropes de Danyang eren famoses per la seva capacitat de combat i va ser gràcies a aquesta capacitat excepcional que Tao va ser capaç de mantenir-se en un punt mort amb Cao Cao. La major part d'aquestes tropes van romandre lleials a Liu Bei i el van seguir durant anys fins que finalment es van retirar, un fenomen bastant estrany en un moment en què no es llaurava fondo en termes de lleialtat; puix els senyors de la guerra eren focs d'encenalls, i a més a més Liu estava mal considerat. El 194 Tao just abans de morir va lliurar la governació de la Província de Xu a Liu Bei.

## Família
- Fills:
  - Tao Shang (陶商)
  - Tao Ying (陶應)